# Dyenmonus cylindricus
Dyenmonus cylindricus là một loài bọ cánh cứng trong họ Cerambycidae.